# Darren E. Burrows
Darren Eugene Burrows (ur. 12 września 1966 w Winfield) – amerykański aktor i reżyser telewizyjny i filmowy. Wystąpił jako Ed Chigliak w serialu CBS Przystanek Alaska (1989-95).

## Życiorys

### Wczesne lata
Urodził się w Winfield w stanie Kansas,  syn aktora Billy’ego Drago (1945–2019). Jego rodzina miała pochodzenie angielskie, czeskie i irlandzkie, a także miała korzenie indiańskie (plemię Apaczów). Gdy był dzieckiem mieszkał na krótko w pobliżu Aulne w Kansas. W 1980, kiedy miał czternaście lat, jego ojciec poślubił trenerkę aktorstwa scenicznego Silvanę Gallardo.

### Kariera
W 1988 zadebiutował na ekranie w roli Jeffa w horrorze Roberta Englunda Telefon do piekła (976-EVIL) na podstawie scenariusza Briana Helgelanda u boku Stephena Geoffreysa, Sandy Dennis i Jima Metzlera. Rok potem znalazł się w obsadzie dramatu wojennego Briana De Palmy Ofiary wojny (Casualties of War, 1989) w roli  Cherry'ego z Seanem Pennem, Michaelem J. Foxem i Johnem Leguizamo.
Grał na scenie w Los Angeles w spektaklach: Dark of the Moon w Crown Uptown Dinner Theater i Simpson Street w Los Angeles Workshop. Występował także w wideoklipie zespołu W.A.S.P. do covera The Who „The Real Me” (1989).
W 1995 był nominowany  z obsadą serialu Przystanek Alaska do Nagrody Gildii Aktorów Ekranowych.

## Życie prywatne
19 czerwca 1993 poślubił Melindę Delgado. Mają czterech synów: Williama Franklina, Audiego Valentine’a, Atticusa Coltera i Cochise’a Steele’a.

## Wybrana filmografia

### Filmy
- 1989: Ofiary wojny jako Cherry
- 1990: Beksa jako Milton Hackett
- 1990: Klasa 1999 jako Sonny
- 1997: Amistad jako porucznik Meade
- 1998: Kraina Hi-Lo jako Billy Harte

### Seriale TV
- 1990–1995: Przystanek Alaska jako Ed Chigliak / Emery Whirlwind / Ned
- 1998: Nowojorscy gliniarze jako Royce
- 1999: Z Archiwum X jako Bernard
- 2001: Samotni strzelcy jako Pfeiffer
- 2009: CSI: Kryminalne zagadki Las Vegas jako Pan Jim Hilliard